# Legrand
Limoges je francuska industrijska grupa koja je povijesno osnovana u Limogesu u Limousinu i jedan je od svjetskih lidera u proizvodima i sustavima za električne instalacije i informacijske mreže.
Legrand je nastavio rasti zahvaljujući više od 140 akvizicija usmjerenih po cijelom svijetu da postane svjetski lider u električnoj opremi, s više od 215 000 referenci proizvoda, lokacijama u 90 zemalja i prodajom u 180 zemalja u 2017. godini na svih pet kontinenata. Legrand je 2011. bio svjetski broj 1 u utičnicama i prekidačima s 20% svjetskog tržišta i svjetski broj 1 u upravljanju kabelima (15% svjetskog tržišta) i ostvario 76% svoje prodaje u inozemstvu (35% u zemljama u razvoju).

## Vanjske poveznice
- Legrand Group